# Robert Rauschenberg
Robert Rauschenberg (født 22. oktober 1925 i Port Arthur i Texas, død 12. maj 2008 i Captiva Island i Florida) var en amerikansk kunstner. Han blev omtalt som en af de vigtigste kunstnere i USA i sidste halvdel af 1900-tallet. 
Rauschenberg studerede ved kunstskolen Black Mountain College i USA, under den tidligere Bauhaus-profil Josef Albers. Rauschenberg udtalte senere at Albers' sans for disciplin og metodiske tilnærmelse til kunst inspirerede ham til at gøre det modsatte. 
Rauschenberg havde stor betydning for udviklingen af amerikansk kunst i 1950- og 60'erne, og hans brug af readymades og citater fra populærkulturen blev set som et alternativ til den dominerende abstrakte ekspressionismen, og som en forløber for popkunsten. I lighed med Jasper Johns' arbejder blev Rauschenbergs kunst omtalt som "Neo-Dada" (nydadaisme) i 1950'erne, på grund af blandingen af høj- og lavkulturelle referencer, og sammenstillingen af forskellige objekter, teknikker og materialer.

## Eksterne links
- Biografi på Guggenheims hjemmeside Arkiveret 10. februar 2006 hos  Wayback Machine

1. ↑  Navnet er anført på engelsk og stammer fra Wikidata hvor navnet endnu ikke findes på dansk.
2. ↑  Navnet er anført på engelsk og stammer fra Wikidata hvor navnet endnu ikke findes på dansk.